# ウィリアム・ボーイング
ウィリアム・エドワード・ボーイング（英語：William Edward Boeing、1881年10月1日 - 1956年9月28日）は、アメリカ合衆国の実業家。航空機メーカーであるボーイングの創業者。

## 生涯

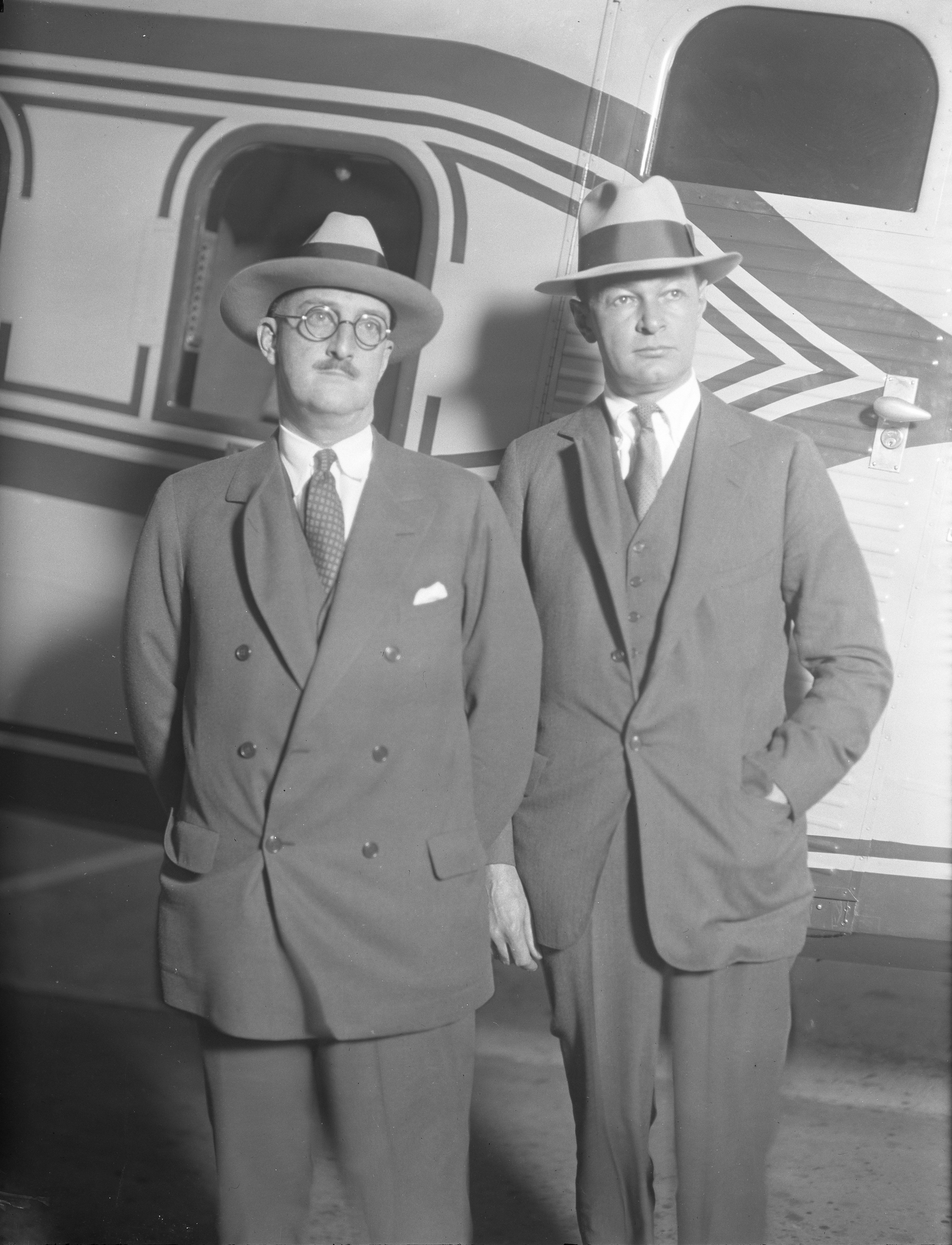
ウィリアム・ボーイング（左）、フレデリック・ブラント・レンチュラー（右）

1881年10月1日にミシガン州デトロイトにて誕生する。母はオーストリアのウィーン出身のマリー・M・オルトマン、父はドイツのハーゲン＝ホーエンリンブルク出身のヴィルヘルム・ブェーインク（ウィルハーム・ボーイング）である。父のヴィルヘルムは成功を収めた家の出であったが、何の経済援助も受けずにアメリカに移った当初は労働者として働き、後にスペリオル湖近くの材木と鉱物の権利で財を成した。
1890年に8歳で父はインフルエンザで他界し、母はすぐに再婚した。スイスの学校に在学し、アメリカに戻った後の1年は予備校に通った。1903年に材木業界に行くためにイェール大学を中退した。

### 航空業界への参入
1909年にグリーンウッド材木社社長の時にワシントン州シアトルに旅行し、初めて飛行機を見て航空機に魅せられた。
1916年にボーイングはパシフィック・エアロ・プロダクツを設立した。1917年にアメリカが第一次世界大戦に参戦したのを機にボーイング・エアプレーン社に改名し、海軍から50機の注文を得た。
大戦が終わるまでに航空郵便の事業でも成功した。1929年にプラット・アンド・ホイットニーなどの航空産業企業数社とユナイテッド・エアクラフト・アンド・トランスポート社を設立した。
1934年に独占禁止法により、ユナイテッド・エアクラフト・アンド・トランスポートは、ボーイング・エアプレーン社（後のボーイング）とユナイテッド・エアクラフト（後のユナイテッド・テクノロジーズ）とユナイテッド航空に分割された。

### 引退後
1934年にボーイングは航空事業から引退し、晩年は不動産開発や馬の繁殖に勤しんだ。彼が第2次世界大戦前にシアトル周辺で買い占めた土地の多くは今ではゴルフ場になっている。
1956年9月28日にワシントン州ピュージェット湾にて、ヨット中に心臓発作で死亡した。享年74歳であった。遺灰はボーイングが愛したカナダのブリティッシュ・コロンビア州のヨット場に流された。

### 死後
1966年に全米航空殿堂に列せられた。住んでいた家は歴史登録財となっている。

## 家族
1921年に銀行家の家系のバーサ・マリー・ポッター・パスカル（1891 - 1977）と結婚した。彼女はこの結婚以前に不動産ブローカーのナサニエル・パスカルと結婚しており、2人の連れ子がいた。この2人の義理の子の名前は、ナサニエル・"ナット"・パスカル・ジュニアとクランストン・パスカルという。2人の義理の子供たちも、航空産業に入社した。2人の間にはウィリアム・E・ボーイング・ジュニア（1922 - 2015）が誕生し、不動産開発業者・シアトル航空博物館の設立メンバーとなった。